# Marmelade (jam)

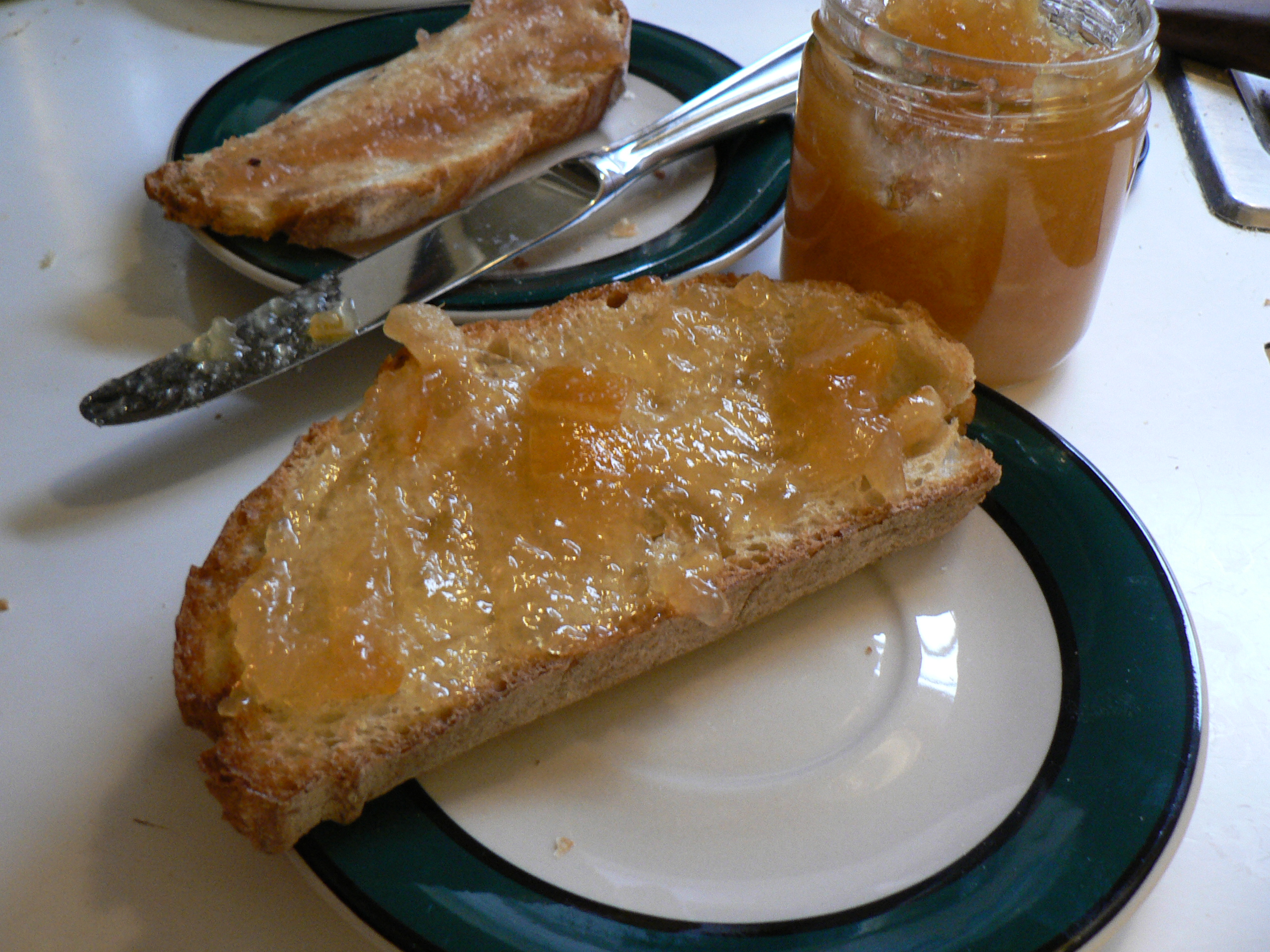
Brood met marmelade

Marmelade is een soort jam waarin de schillen van citrusvruchten en andere vruchten met het vruchtvlees worden meeverwerkt en die hierdoor een wat bitter-zoete smaak heeft. Sinaasappelmarmelade is hiervan het bekendste voorbeeld.
Het woord "marmelade" is ontleend aan de Portugese naam van de kweepeer, marmelo.